# Il candelabro sepolto
Il candelabro sepolto (Der begrabene Leuchter) è un racconto dello scrittore austriaco Stefan Zweig (1881–1942) pubblicato per la prima volta nel 1937 sia in lingua tedesca che nella traduzione in lingua italiana.

## Trama

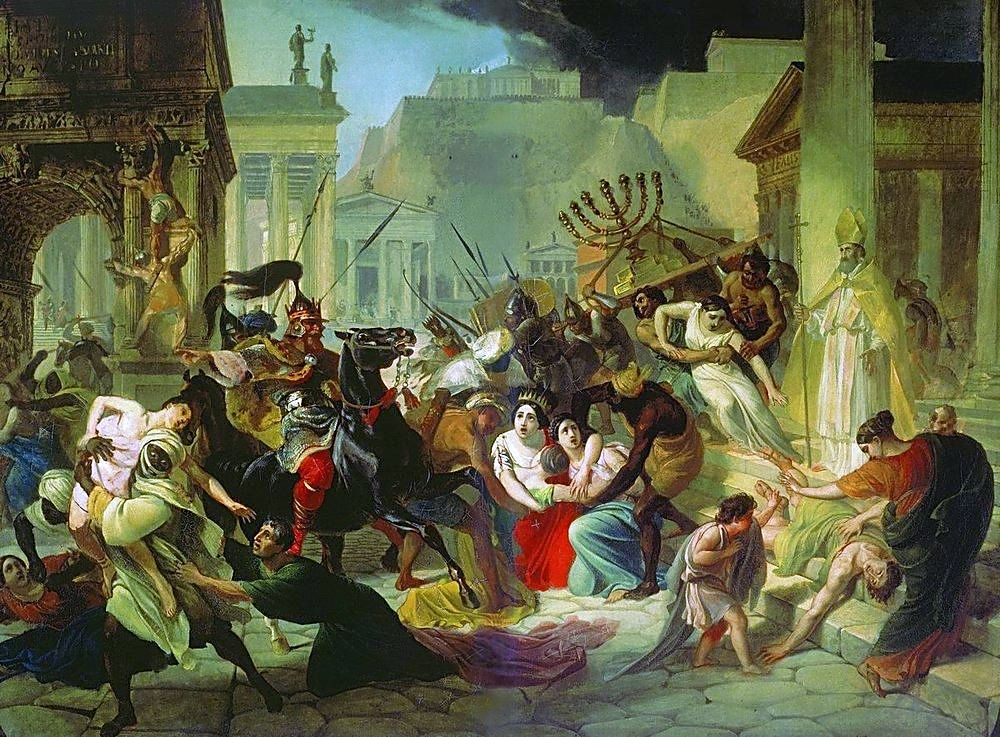
Il sacco di Roma da parte di Genserico (Karl Pavlovič Brjullov, 1836).

Nel 455 i Vandali, stanziati da alcuni decenni nel Nordafrica, salpano alla volta dell'Italia sotto la guida di Genserico e mettono a sacco la città di Roma. Ircano ben Hillel, il tesoriere ebreo della zecca imperiale romana, riferisce ai suoi correligionari che i Vandali si sono impadroniti anche della Menorah, il candelabro a sette bracci che un tempo illuminava il Tempio di Gerusalemme e che era stato portato a Roma da Tito dopo che questi nel 70 aveva saccheggiato Gerusalemme e distrutto il Tempio. Rabbi Elieser, l'anziano capo della comunità ebraica di Roma, propone che gli ebrei si mettano sulle orme del candelabro («Quando l'arca va per il mondo anche noi dobbiamo metterci in cammino. Solo quando essa riposa ci è permesso riposare. Se i divini simboli vanno peregrinando, dobbiamo seguirli»); ma che il pellegrinaggio sia riservato soli ebrei ultrasettantenni accompagnati tuttavia da un fanciullo che fungerà da testimone presso le generazioni future. Si forma pertanto un corteo di undici anziani ebrei accompagnati da Beniamino, un bambino di sette anni.
Giunti al porto di Roma, gli ebrei osservano le navi dei Vandali riempirsi delle opere d'arte trafugate per essere trasportate a Cartagine. Finalmente scorgono il candelabro a sette bracci. Il piccolo Beniamino cerca invano di impossessarsene; sfuggito dalle mani di uno schiavo il candelabro urta l'arto superiore del fanciullo fratturandolo irrimediabilmente. Da allora Beniamino sarà soprannominato «Marnefesch», ossia "L'uomo provato duramente da Dio".
Ottant'anni dopo Beniamino, ormai il membro più anziano della comunità ebraica romana, apprende che il generale bizantino Belisario ha sconfitto i Vandali, conquistato Cartagine e ordinato di trasportare a Bisanzio tutti i tesori ammassati dai Vandali. Beniamino, in compagnia di Gioachino ben Gamaliel, un giovane fabbro scelto a sorte fra gli ebrei romani, decide di recarsi a Bisanzio per cercare di recuperare la Menorah. A Bisanzio Beniamino prega l'imperatore Giustiniano di restituire il candelabro agli ebrei; ma l'imperatore, ostile agli ebrei, gli risponde che il candelabro sarà sì riportato a Gerusalemme, ma perché adorni una chiesa cristiana.
Beniamino, scoraggiato, desidera morire. Viene tuttavia avvicinato da un orafo discendente da Ircano ben Hillel, Zaccaria, il quale gli rivela che è in possesso della Menorah originale, avendo ricevuto dai dignitari bizantini l'incarico di farne una copia. La copia dell'abile orafo è indistinguibile dall'originale tanto da essere scambiata per quest'ultima dal tesoriere imperiale. La copia, creduta l'originale dai bizantini, sarà trasportata in una chiesa di Gerusalemme, secondo l'ordine di Giustiniano; quando poi i Persiani conquisteranno la città, il falso candelabro verrà fuso per farne monili. Il vero candelabro sarà invece seppellito in segreto dallo stesso Beniamino a Gerusalemme.
(Stefan Zweig, Il candelabro sepolto; trad. di Anita Rho,  Milano: Skira, 2013, p. 156)

## Critica
Zweig scrisse Il candelabro sepolto nel 1937, l'anno precedente l'Anschluss, l'invasione dell'Austria da parte di Hitler, e l'introduzione delle Leggi razziali fasciste in Italia. Zweig si ispira al terzo libro della Storia delle guerre di Procopio di Cesarea, che fu generale e consigliere di Belisario, e alla Storia della città di Roma nel Medioevo di Ferdinand Gregorovius. Il racconto di Zweig è tuttavia intessuto di narrazioni inventate, come quello che vuole il Candelabro forgiato dalle mani dello stesso Mosè. Sergio Romano ha utilizzato la novella di Zweig per rispondere al problema dell'interpretazione delle grandi catastrofi data dalle religioni

## Edizioni
- Stefan Zweig, Der begrabene Leuchter: eine Legende; mit Zeichnungen von Berthold Wolpe, Wien: Herbert Reichner Verlag, 1937
- Stefan Zweig, Der begrabene Leuchter: eine Legende, Frankfurt am Main: Fischer Taschenbuch Verlag, 2011, ISBN 978-35-961-1423-8
- Stefan Zweig, Leggende (Contiene: La leggenda della terza colomba, Il candelabro sepolto, Gli occhi dell'eterno fratello, Rachele contende con Dio); versione dal tedesco di Anita Rho, Milano: Sperling & Kupfer, 1937
- Stefan Zweig, Il candelabro sepolto; traduzione di Anita Rho; postfazione di Fabio Isman, Milano: Skira, 2013, ISBN 978-88-572-1536-5